# 大野城市立大利小学校
大野城市立大利小学校（おおのじょうしりつ おおりしょうがっこう）は、福岡県大野城市上大利一丁目にある公立小学校。全校生徒は902名で、6年生の数が160名と大野城市の中で一番多い（2010年1月現在）。

## 態様
1973年（昭和48年）に大野城市立大野小学校から分離し開校。大野城市の中心部に位置しているほか、春日市とも接している。

## 周辺
- 九州大学筑紫キャンパス
- 福岡県立春日高等学校
- 福岡県立筑紫中央高等学校
- 大野城市立大利中学校

目の前に所在。大部分の児童が進学している。
- 大野南幼稚園

## 最寄駅
- 九州旅客鉄道鹿児島本線大野城駅、西鉄天神大牟田線下大利駅

## 著名な出身者
- 荒木彩花（バレーボール選手：久光スプリングス）